# Делта (округ, Техас)
Округ Делта (англ. Delta County) расположен в США, штате Техас. Официально образован в 1970 году из участков округов Хопкинс и Ламар. Своё название он получил благодаря своей форме, напоминающей греческую букву дельта. По состоянию на 2000 год, численность населения была 5327 человек. Окружным центром является город Купер.
Округ Делта входит в число 46 округов Техаса с действующим сухим законом или ограничениями на продажу спиртных напитков.

## География
По данным Бюро переписи США, общая площадь округа равняется 720 км², из которых 718 км² суша и 2 км² или 0,3 % это водоёмы.

### Соседние округа
- Ламар (север и северо-восток)
- Ред-Ривер (восток и северо-восток — очень небольшой участок границы)
- Франклин (восток и юго-восток — очень небольшой участок границы)
- Фаннин (северо-запад)
- Хант (юго-запад)
- Хопкинс (юг и юго-восток)

## Демография
По данным переписи населения 2000 года в округе проживало 5327 жителей, в составе 2094 хозяйств и 1462 семей. Плотность населения была 7 человек на 1 квадратный километр. Насчитывалось 2410 жилых дома, при плотности покрытия 3 постройки на 1 квадратный километр. Расовый состав населения был 87,93 % белых, 8,28 % чёрных или афроамериканцев, 0,77 % коренных американцев, 0,11 % азиатов, 0,04 % коренных гавайцев и других жителей Океании, 1,18 % прочих рас, и 1,69 % представители двух или более рас. 3,1 % населения являлись испаноязычными или латиноамериканцами.
Из 2094 хозяйств 30,2 % воспитывали детей возрастом до 18 лет, 56,4 % супружеских пар живущих вместе, в 10 % семей женщины проживали без мужей, 30,2 % не имели семей. На момент переписи 27,5 % от общего количества жили самостоятельно, 14,7 % лица старше 65 лет, жившие в одиночку. В среднем на каждое хозяйство приходилось 2,49 человека, среднестатистический размер семьи составлял 3,02 человека.
Показатели по возрастным категориям в округе были следующие: 25,6 % жители до 18 лет, 7,5 % от 18 до 24 лет, 25,5 % от 25 до 44 лет, 23,8 % от 45 до 64 лет, и 17,7 % старше 65 лет. Средний возраст составлял 39 лет. На каждых 100 женщин приходилось 94,5 мужчины. На каждых 100 женщин в возрасте 18 лет и старше приходилось 88,9 мужчины.
Средний доход на хозяйство в округе составлял 29 094 $, на семью — 37 925 $. Среднестатистический заработок мужчины был 31 597 $ против 20 296 $ для женщины. Доход на душу населения был 15 080 $. Около 14,6 % семей и 17,6 % общего населения находились ниже черты бедности. Среди них было 20,5 % тех кому ещё не исполнилось 18 лет, и 20,6 % тех кому было уже больше 65 лет.

## Политическая ориентация
На президентских выборах 2008 года Джон Маккейн получил 72,25 % голосов избирателей против 26,93 % у демократа Барака Обамы.
В Техасской палате представителей округ Делта числится в составе 3-го района. Интересы округа представляет демократ Марк Хомер из Париса.

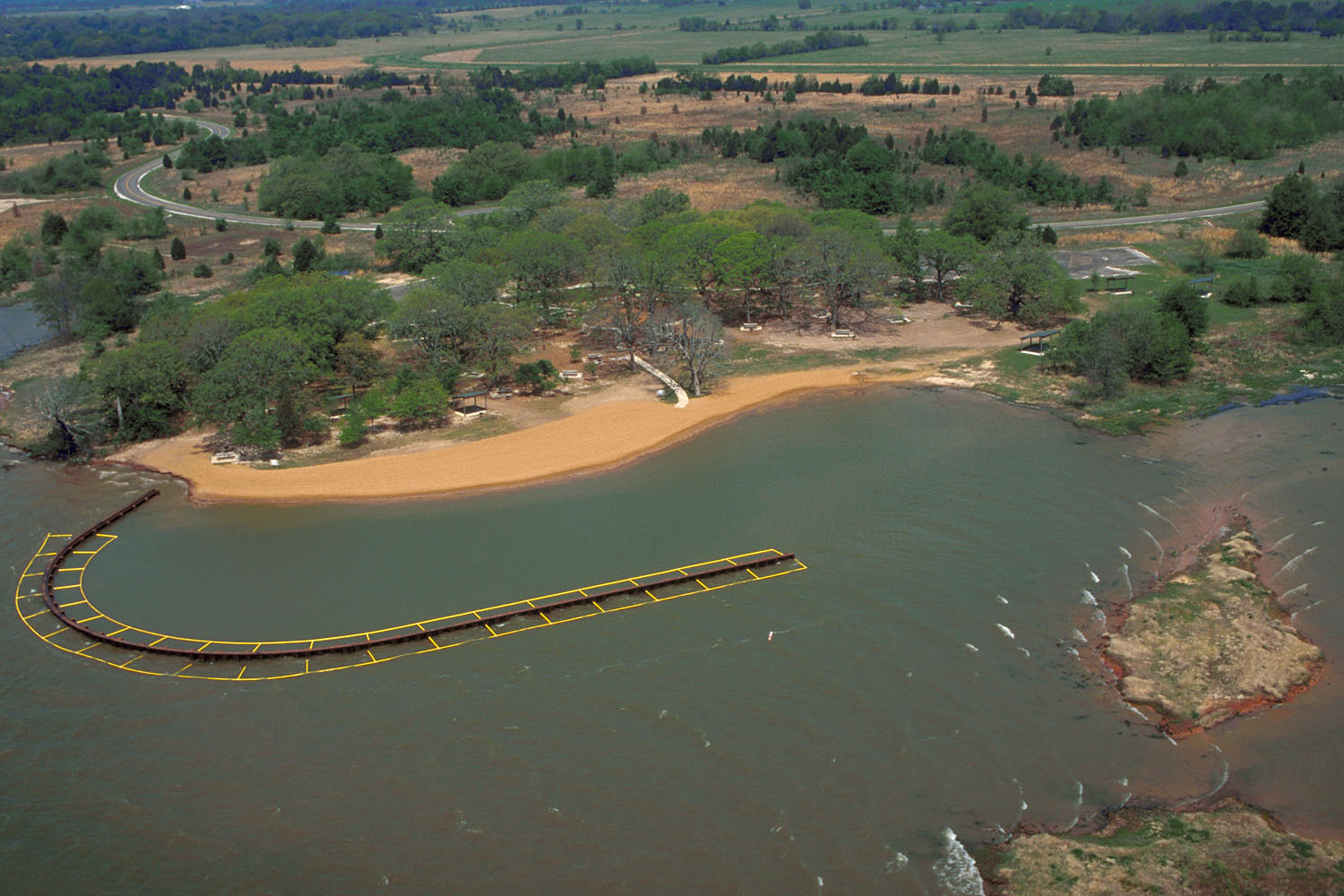
Озеро Джим-Чэпмен расположенное в 5 километрах к югу от Купера.
(жёлтой линией выделена зона для купания)

## Населённые пункты

### Города
- Купер
- Пикен-Гап[5]

### Немуниципальные территории
- Бен-Франклин
- Клондайк
- Лейк-Крик
- Энло

## Образование
Образовательную систему округа составляют следующие учреждения:
- школьный округ Купер[6].
- школьный округ Фанниндел[7].
- сводный школьный округ Чисам[8].